# ツォナ市
ツォナ市（ツォナし）は中華人民共和国チベット自治区山南市の県級市。市名は「湖の前」の意。市政府所在地は麻麻メンパ族郷（麻麻門巴族郷）。南部はインドの実効統治区域（アルナーチャル・プラデーシュ州）で、領土問題が未解決である。

## 行政区画
1鎮、5郷、4民族郷を管轄：
- 鎮：ツォナ鎮（錯那鎮）
- 郷：卡達郷、覚拉郷、浪坡郷、曲卓木郷、庫局郷
- 民族郷：麻麻メンパ族郷、貢日メンパ族郷、吉巴メンパ族郷、勒メンパ族郷

## 関連項目

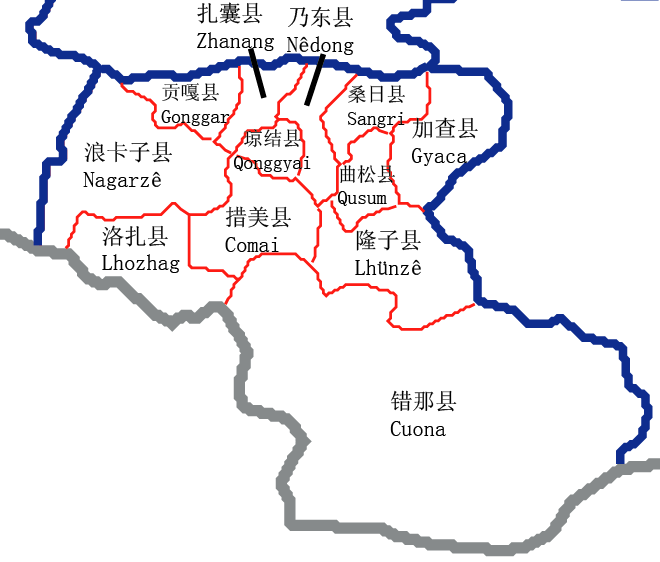
山南地区の行政区画